# Impatiens elephanticeps
Impatiens elephanticeps är en balsaminväxtart som beskrevs av C. Grey-wilson. Impatiens elephanticeps ingår i släktet balsaminer, och familjen balsaminväxter. Inga underarter finns listade i Catalogue of Life.